# Amy's Jukebox. The Music That Inspired Amy Winehouse
Amy's Jukebox. The Music That Inspired Amy Winehouse è un album di artisti vari pubblicato nel 2012 in memoria di Amy Winehouse. Questo album racchiude al suo interno canzoni di Frank Sinatra e di altri cantanti Jazz e R&B, tipo Sam Cooke.

## Tracce
1. Little Anthony & The Imperials – Shimmy Shimmy Ko Ko Bop – 2:07
2. Frank Sinatra – You Go To My Head – 3:00
3. Sammy Davis Jr – I Got A Woman – 4:29
4. Carole King – I Feel The Earth Move (live) – 3:18
5. James Moody – Moody's Mood for Love – 3:14
6. Thelonious Monk – Round Midnight – 3:11
7. The Ronettes – Be My Baby (live) – 2:32
8. Sarah Vaughan – Tenderly – 2:30
9. AutN.W.A. – 100 Miles and Runnin' (live) – 3:48
10. The Teddy Bears – To Know Him Is To Love Him – 2:23
11. The Shirelles – Will You Love Me Tomorrow – 2:40
12. Sam Cooke – Cupid – 2:36
13. Marvin Gaye, Tammi Terrell – Ain't No Mountain High Enough (live) – 2:21
14. Etta Jones – Don't Go To Strangers – 3:50
15. Etta James – I Just Want To Make Love To You – 3:07
16. The Folkes Brothers – Oh Carolina – 2:44
17. Minnie Riperton – Loving You (live) – 3:50
18. Billie Holiday – Lover Man – 3:18
19. The Shangri-Las – Give Him A Great Big Kiss (live) – 1:43
20. Dinah Washington – There Is No Greater Love – 2:15
21. Ray Charles – The Lonely Avenue – 2:34
22. The Supremes – Come See About Me (live) – 2:30
23. Charles Mingus – Goodbye Pork Pie Hat – 4:46
24. Lloyd Price – Stagger Lee – 2:52
25. Tony Bennett – Boulevard Of Broken Dreams – 2:55
26. Ella Fitzgerald – Body and Soul – 4:28